# Vogtland Arena
De Vogtland Arena is een skischans gelegen in het Duitse Klingenthal. De schans bevindt zich aan de noordzijde van de Schwarzberg en overkluist de beek Brunndöbra. De schans is met zijn hill size van 140 meter een van de grootste grote schansen.
De schans maakt onderdeel uit van een multifunctioneel complex dat werd gebouwd tussen 2003 en 2005. De officiële opening vond plaats op 27 augustus 2006. Het complex zal in de toekomst nog verder worden uitgebreid. Zo zal de schans eind 2019/begin 2020 worden voorzien van een windscherm en zal in 2022 een informatiecentrum worden geopend.
Op de schans vinden regelmatig wedstrijden skispringen en noordse combinatie plaats, zowel voor de FIS wereldbeker als de FIS continentale cup. Ook worden er in de zomer en het najaar wedstrijden in het kader van de zomer-grand prix georganiseerd. Die wedstrijden vinden plaats op kunstmatten.
De Vogtland Arena vormt een aanvulling op de verderop in Klingenthal gelegen kleinere Vogtlandschanze.